# Technologiebaum
Ein Technologiebaum (engl.: Technology tree, abgekürzt Tech tree) ist eine schematisch-hierarchische Darstellung zur besseren Übersicht in Computer-Strategiespielen, die alle erforschbaren (und bereits erforschten) Technologien und ihre Abhängigkeiten untereinander anzeigt. Jeder Technologie ist dabei i. d. R. ein Zeitaufwand zugewiesen, der angibt, wie lange die jeweilige Technologie für die Erforschung beansprucht (entweder in echter oder in Spielzeit). Eventuell werden noch weitere Ressourcen, wie z. B. Forschungspunkte, Forscher, Gold oder Silizium benötigt, um das Forschungsprojekt durchzuführen.

## Struktur und Inhalt
Abhängig vom Spiel unterscheiden sich die Technologiebäume strukturell und inhaltlich.

### Logische vs. zeitliche Abhängigkeit der Technologien
Die Abhängigkeit der Technologien kann zeitlich begründet sein. Dies ist in der Regel dann der Fall, wenn das Spiel Aspekte der Menschheitsgeschichte widerspiegelt. So benötigt man in Civilization V die Technologie Elektrizität, bevor man Penicillin erforschen kann. Es gibt zwar keinen logisch zwingenden Grund, dass die eine Technologie erst nach der anderen erforscht werden kann, aus der Menschheitsgeschichte oder der Hintergrundgeschichte des Spiels ist diese Reihenfolge aber bekannt.
Bei einer logischen Abhängigkeit ist offensichtlich, dass eine Technologie auf der anderen aufbaut. So können z. B. Tarnkappenbomber erst nach der Erfindung von Flugzeugen und Streitwagen erst nach der Erfindung des Rads und der Reitkunst erforscht werden.

### Volksabhängige Technologiebäume
Die Besonderheiten des vom Spieler gewählten Volks, seiner Rasse, seiner Fraktion usw. können beinhalten, dass zusätzliche Technologien verfügbar sind, dass sie von der Erforschung ausgeschlossen sind, oder dass für sie andere Kosten oder Voraussetzungen gelten. In manchen Spielen verfügt jede Fraktion über ihren eigenen Technologiebaum.

### Inkrementelle vs. Innovative Technologie
Technologien können zwischen inkrementell und innovativ unterschieden werden. Erste verbessern bereits verwendbare Spielbestandteile, verbessern z. B. die Geschwindigkeit von Panzern oder erhöhen die Treffsicherheit von Schlachtschiff-Kanonen. Innovative Technologien stellen neue Möglichkeiten zur Verfügung. z. B. ersetzt ein Sturmgewehr eine Muskete oder ein Stahl- ein Bronzeschwert.
In der Regel weisen Spiele beide Ansätze auf, tendieren aber zur deutlich stärkeren Ausprägung eines der beiden. Bei Browserspielen, wie z. B. OGame überwiegt der inkrementelle Ansatz. Es existieren nur wenig verschiedene Schiffe und Gebäude, die relativ schnell erforscht sind, sich aber durch zusätzliche Forschung fast beliebig verbessern lassen. Im Gegensatz dazu verfügt Civilization V über sehr viele verschiedene Einheiten, Gebäude und Geländeverbesserungen, die sich nur in einem sehr geringen Umfang durch Forschung verbessern lassen. Eine eher ausgewogene Mischung aus vielen verschiedenen Modulen und vielen Aufwertungsmöglichkeiten bietet z. B. Space Empires.

### Spezialisierungen
Im Normalfall schließt die Erforschung einer Technologie die Erforschung einer anderen Technologie nicht aus. Ausnahmen sind besonders mächtige Technologien mit besonderen Charakteristika, die aus Balancing-Gründen nicht mit anderen Technologien kombiniert werden sollen oder die vor dem Lore-Hintergrund nicht zu anderen Technologien passen.
Spiele geben derartige Regeln nur sehr selten vor. Wesentlich häufiger sind derartige Technologien an zwei unterschiedlichen Enden des Technologiebaums positioniert und die gleichzeitige Erforschung beider wäre für den Spieler aus Zeit- oder (Opportunitäts-)Kosten-Gründen nicht sinnvoll.

## Publikation
Technologiebäume sind in der Regel über ein spielinternes Hilfesystem aufrufbar und/oder sind im Handbuch oder auf einer beigefügten Übersichtskarte dokumentiert.

## Geschichte
Als Erfinder des Technologiebaums gilt der Spieledesigner Francis Tresham, der ihn für das 1980 erschienene Brettspiel Civilization einführte.

## Wissenschaftliche Betrachtung
Wissenschaftlich gesehen ist der Begriff Technologiebaum irreführend, da es sich nicht zwangsläufig um einen Baum im Sinne der Graphentheorie handeln muss, sondern (wie im gezeigten Beispiel) auch ein polyhierarchisch strukturierter Graph gemeint sein kann.